# 履豐村
22°35′16″N 120°32′3″E / 22.58778°N 120.53417°E
履豐村（臺灣客家語南四縣腔：liˊ fungˊ cunˊ）為竹田鄉轄下的行政區，為台鐵竹田車站所在地。北接頭崙村、西接大湖村、南接糶糴村、東接竹田村、東北側接二崙村。
面積約1.19平方公里，行政區包含6個鄰。截至2021年12月，設籍有222戶，人口數為657人。

## 文化資源

### 池上一郎文庫
鄰近竹田車站，2001年成立，紀念日治時期義診竹田的醫師池上一郎。

### 宗教
履豐村轄內有兩座宮廟：北極殿以及五豐宮。
- 北極殿：1924年創立，主祀神明為玄天上帝[4]
- 五豐宮：1988年創立，主祀神明為五府千歲 [5]